# 닭살
닭살(영어: goosebumps, 문화어: 닭의살)은 닭의 살가죽처럼 도돌토돌한 피부를 말한다. 또한 소름 돋았을 때 "닭살 돋았다"라는 표현을 쓰기도한다.
닭살은 사람이 간지럽거나 추울 때 또는 두려움, 행복감 또는 성적 흥분과 같은 강한 감정을 경험할 때 무의식적으로 발생할 수 있는 체모 기저의 피부에 있는 돌기이다.
스트레스를 받는 인간에게 닭살이 끼치는 현상은 흔적 반사로 간주된다. 다른 유인원에서 닭살의 기능은 몸의 털을 기르는 것이고, 포식자를 겁주기 위해 인간 조상을 더 크게 보이도록 만들거나 털에 갇힌 공기의 양을 늘려 보온성을 더 좋게 만들었을 것으로 본다. 닭살이 돋는 반사는 입모 또는 모운동 반사, 더 전통적으로는 공포증으로 알려져 있다. 이는 많은 포유류에서 발생한다. 눈에 띄는 예는 위협을 받을 때 깃펜을 올리는 고슴도치, 상어나 다른 포식자를 만날 때 해달이다.

## 같이 보기
- 자율 감각 쾌락 반응